# Tokaçlı, Tatvan
Tokaçlı là một xã thuộc huyện Tatvan, tỉnh Bitlis, Thổ Nhĩ Kỳ. Dân số thời điểm năm 2011 là 338 người.